# Prescottia glazioviana
Prescottia glazioviana är en orkidéart som beskrevs av Célestin Alfred Cogniaux. Prescottia glazioviana ingår i släktet Prescottia och familjen orkidéer. Inga underarter finns listade i Catalogue of Life.